# Colfelice
Colfelice är en ort och kommun i provinsen Frosinone i regionen Lazio i Italien. Kommunen hade 1 894 invånare (2018).